# Viktor Petrenko
Viktor Vasilovič Petrenko (ukrajinsky: Віктор Васильович Петренко; * 27. června 1969 Oděsa) je bývalý ukrajinský krasobruslař, který reprezentoval Sovětský svaz, Sjednocený tým a Ukrajinu. V roce 1992 získal zlatou olympijskou medaili v závodě jednotlivců. Na olympijských hrách v Calgary roku 1988 bral bronz. V roce 1994 byl na olympiádě v Lillehammeru historicky prvním olympijským vlajkonošem samostatné Ukrajiny. Je též mistrem světa z roku 1992 a trojnásobným mistrem Evropy (1990, 1991, 1994). V současnosti žije ve Spojených státech.